# Wikitōria Bank
Koordinaten: 77° 0′ S, 163° 50′ O
Die Wikitōria Bank (englisch) ist eine Bank im antarktischen Rossmeer. Sie liegt in etwa auf der geographischen Breite des Mackay-Gletschers vor der Scott-Küste des ostantarktischen Viktorialands.
Neuseeländische Wissenschaftler benannten ihn in der maorischen Schreibweise für „Viktoria“ und damit in Anlehnung an die Benennung des Viktorialands nach der britischen Monarchin Victoria (1819–1901).